# Rędziny (województwo dolnośląskie)
Rędziny (przed 1945 niem. Röhrsdorf (Wüsteröhrsdorf)) – wieś w Polsce położona w województwie dolnośląskim, w powiecie kamiennogórskim, w gminie Kamienna Góra, w Rudawach Janowickich w Sudetach Zachodnich.

## Podział administracyjny
W latach 1975–1998 miejscowość położona była w województwie jeleniogórskim.

## Zabytki
Do wojewódzkiego rejestru zabytków wpisane są obiekty:
- kościół filialny pw. Narodzenia Najświętszej Maryi Panny, z XII w., przebudowany w 1592 r. i w XIX w.

inne zabytki:
- Krzyż Jubileuszowy na Przełęczy Rędzińskiej

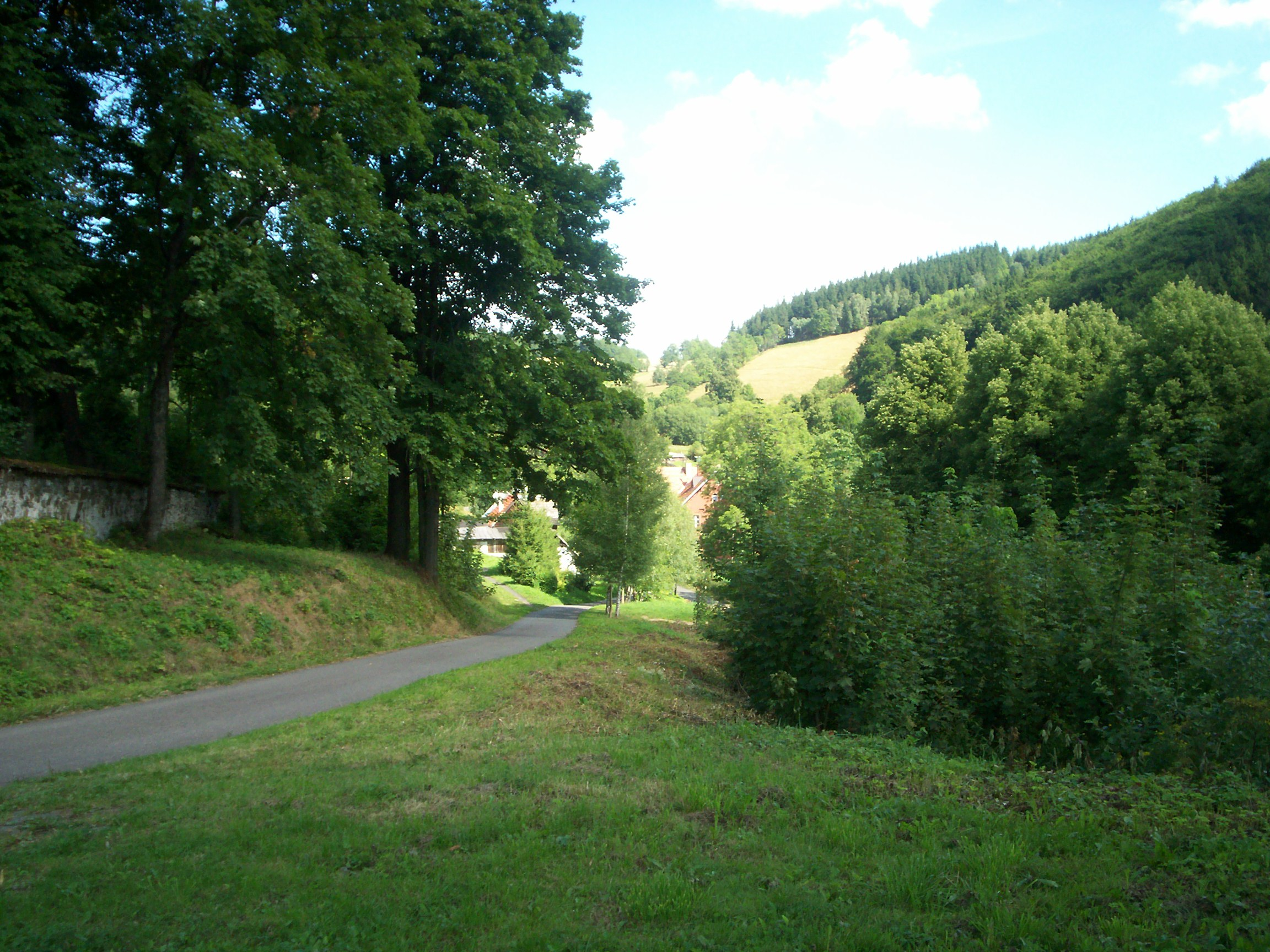
Rędziny
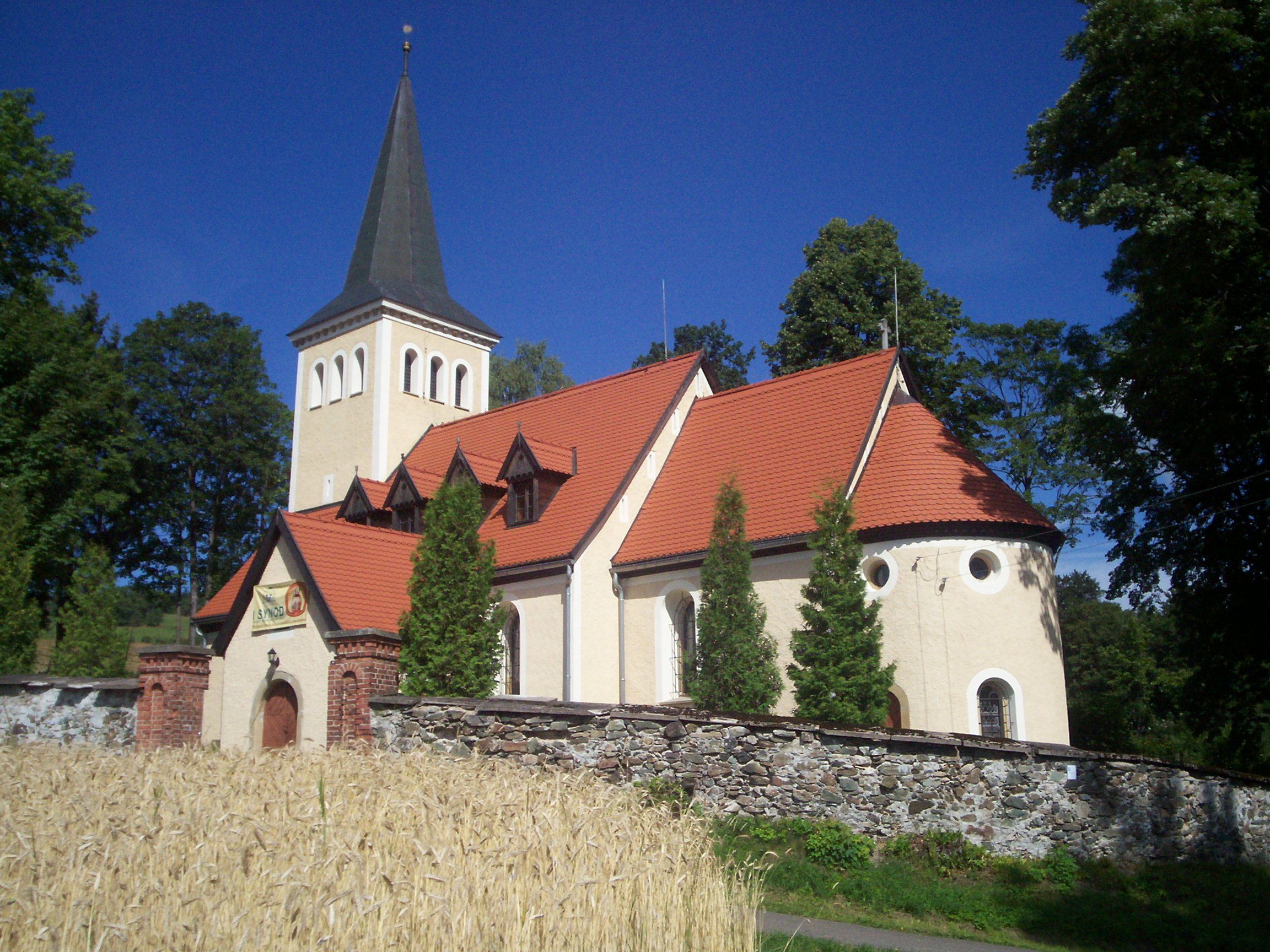
Kościół pw. Narodzenia Najświętszej Maryi Panny
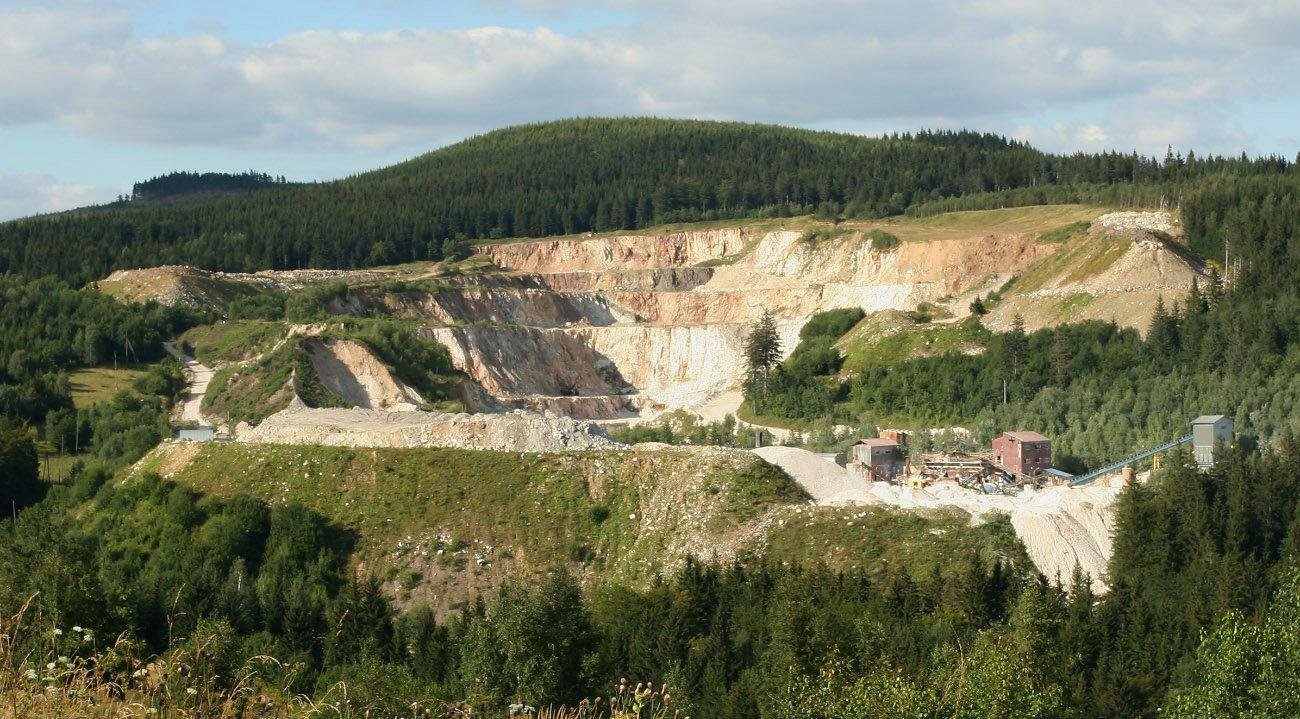
Kamieniołom dolomitu Rędziny w Rędzinach